# Barbera (vitigno)
La Barbera è un vitigno a bacca nera autoctono del Piemonte, da cui si producono numerosi vini omonimi a D.O.C.G. e D.O.C.. 

## Storia

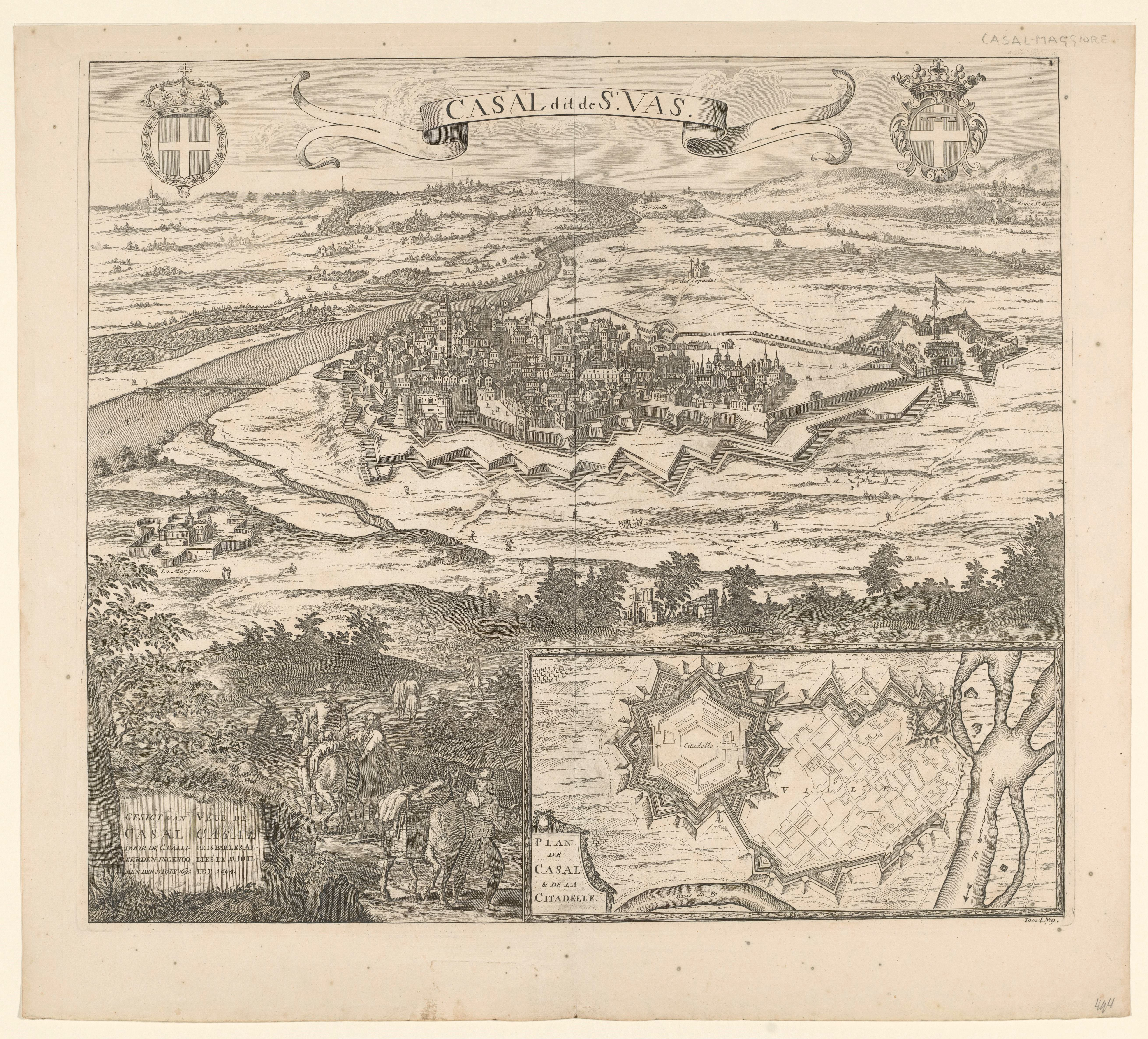
Un'incisione settecentesca della città di Casal Monferrato nel cui archivio della cattedrale è documentato il primo impianto conosciuto di Barbera.

La più antica attestazione risale al 1249 in un contratto d’affitto conservato presso l’archivio capitolare di Casale Monferrato dove si parla di viti barbesine
In seguito si ritrovano per la prima volta vigneti di Barbera nel 1514 nei catasti di Chieri.
Altre tracce risalgono al XVII secolo, nell'archivio del comune di Nizza Monferrato e nei Capitolati di Casale Monferrato, dai quali risulta l’affitto di un terreno con l’impegno di piantare “de bonis vitibus berbexinis”.
Giorgio Gallesio, ampelografo del secolo XIX, parla del Barbera nella sua pubblicazione Pomona Italiana, definendola “Vitis Vinifera Montisferratensis”.
Nel 1873 Leardi e Demaria in "Ampelografia della Provincia di Alessandria" (che allora comprendeva la provincia di Asti) dicono della Barbera: "È vitigno conosciutissimo ed una delle basi principali dei vini dell'Astigiano e del basso Monferrato, dove è indigeno e da lunghissimo tempo coltivato". Si è diffusa rapidamente nell'Ottocento e nel Novecento, fino a venire considerato il principale vitigno a bacca nera del Piemonte.

## Zone di coltivazione
In Italia è presente soprattutto nelle colline di Astigiano, Langhe, Monferrato, in misura minore in tutto il territorio piemontese, in Lombardia, Emilia-Romagna, Campania, Puglia e Sardegna
 
In Europa esistono piccole aree a Barbera in Grecia, Romania e Slovenia; in Sud America è ampiamente coltivata in Argentina, Brasile, Cile e Uruguay; in Australia è giunta negli anni '60 del XX secolo e si è largamente diffusa; Negli Stati Uniti è molto utilizzata in California, Washington e Arizona; i produttori sudafricani hanno iniziato nel XXI secolo a propagarla nelle zone più calde.

## Ampelografia
Germoglio: con apice espanso e biancastro, orli tomentosi come nelle foglioline, che hanno la pagina inferiore quasi cotonose; l'asse è ricurvo.
Tralcio: da erbaceo ha sezione quasi circolare, verde con qualche striatura rossa e quasi glabro; i viticci sono lunghi.
Foglia: di grandezza media, pentagonale, quinquelobata; con seno peziolare a lira, per lo più chiuso; pagina superiore glabra verde cupo che talvolta si arrossa o brunisce precocemente; nervature verdi sfumate in rosso presso la base; pagina inferiore tomentosa. Anche il picciolo è rossiccio. In autunno le foglie diventano da rossicce a rosso vivo.
Fiore: ermafrodita, con 5 stami, di color verde.
Grappolo: di grandezza media, per lo più piramidale, con il peduncolo abbastanza lungo e semi-legnoso.
Acino: medio, ellissoide, regolare; buccia molto pruinosa, di color blu intenso, sottile ma robustae; polpa molto succosa, 
Tralcio legnoso: robusto, con legno piuttosto tenero ed elastico, a sezione ellittica; corteccia di color bruno piuttosto scuro, fortemente striata.

## Vini ricavati

### DOCG
- Barbera d'Asti (dal 90 al 100%)
- Barbera del Monferrato superiore (dall'85 al 100%)
- Nizza (al 100%)

### DOC
- Barbera d'Alba (dall'85 al 100%)
- Barbera del Monferrato (dall'85 al 100%)
- Collina Torinese Barbera (dall'85 al 100%)
- Colline Novaresi rosso (fino al 70%)
- Colline Novaresi Barbera (dall'85 al 100%)
- Canavese Barbera (dall'85 al 100%)
- Colli tortonesi Barbera
- Colline Saluzzesi Berbera (dal 60 al 100%)
- Gabiano (dal 90 al 95%)
- Rubino di Cantavenna (dal 75 al 90%)
- Pinerolese Barbera (dall'85 al 100%)
- Langhe Barbera (dall'85 al 100%)
- Monferrato Barbera (dall'85 al 100%)
- Piemonte Barbera (dall'85 al 100%)
- Garda Barbera (almeno l'85%)
- Oltrepò Pavese Barbera (dall'85 al 100%)
- Casteggio (dal 65 al 100%)
- Colli Bolognesi Barbera (dall'85 al 100%)
- Colli d'Imola Barbera (dall'85 al 100%)
- Castel San Lorenzo Barbera (dall'85 al 100%)
- Sannio Barbera (dall'85 al 100%)
- Colli di Parma Barbera (dall'85 al 100%)
- Colli piacentini Barbera (dall'85 al 100%)

In numerosi altri disciplinari la Barbera è presente in uvaggio, con percentuali dal 15 all'80%
- Alba
- Albugnano
- Valsusa
- Botticino
- Oltrepò Pavese
- Gutturnio
- Buttafuoco
- Sangue di Giuda
- San Colombano al Lambro
- Castel San Lorenzo rosso
- Riviera del Garda classico
- Cellatica
- Colli Romagna Centrale
- Rosso di Cerignola

#### IGT
Esistono inoltre molti vini IGT nel cui uvaggio è presente la Barbera..
Tra questi, possono aggiungere in etichetta il termine Barbera:
| Allerona          | Alta Valle della Greve | Barbagia        | Basilicata          | Benaco Bresciano     | Beneventano            | Bergamasca         | Bettona              |
| Calabria          | Cannara                | Colli Aprutini  | Colli Cimini        | Colli del Limbara    | Colli del Sangro       | Colli di Salerno   | Collina del Milanese |
| Colline Pescaresi | Costa Toscana          | Costa Viola     | Daunia              | Del Vastese          | Emilia                 | Epomeo             | Forlì                |
| Isola dei Nuraghi | Lazio                  | Marche          | Marmilla            | Murgia               | Narni                  | Nurra              | Ogliastra            |
| Osco              | Paestum                | Parteolla       | Planargia           | Provincia di Mantova | Provincia di Nuoro     | Provincia di Pavia | Puglia               |
| Quistello         | Ravenna                | Romangia        | Ronchi di Brescia   | Rotae                | Rubicone               | Sabbioneta         | Salento              |
| Salina            | Sebino                 | Sibiola         | Spello              | Tarantino            | Alpi Retiche           | Terre di Chieti    | Terre Lariane        |
| Terre Siciliane   | Tharros                | Toscano         | Trexenta            | Umbria               | Val di Neto            | Val Tidone         | Valdamato            |
| Valle Belice      | Valle d'Itria          | Valle del Tirso | Valli di Porto Pino | Veneto               | Vigneti delle Dolomiti |                    |                      |

Nei seguenti la Barbera partecipa solamente alla composizione dell'uvaggio:
| Alto Livenza           | Alto Mincio      | Arghillà         | Avola           | Camarro               | Campania        | Civitella d'Agliano | Colli Trevigiani   |
| Colline del Genovesato | Colline Frentane | Colline Savonesi | Colline Teatine | Conselvano            | Dugenta         | Frusinate           | Liguria di Levante |
| Lipuda                 | Locride          | Marca Trevigiana | Montecastelli   | Montenetto di Brescia | Palizzi         | Pellaro             | Pompeiano          |
| Roccamonfina           | Ronchi Varesini  | Scilla           | Terre Aquilane  | Terre del Volturno    | Terre di Veleja | Val di Magra        | Vallagarina        |
| Veneto Orientale       | Veronese         |                  |                 |                       |                 |                     |                    |